# Список памятных знаков меридианов и параллелей
Есть традиция устанавливать памятные знаки для маркировки важных меридианов. Также имеются такие маркировки во многих астрономических обсерваториях.

## Введение
Маркировка меридиана — геодезическая точка высшего порядка, с которой производились астрономические и геодезические измерения для определения координат.
В то время как нулевой меридиан Ферро был определён ещё в античные времена и подтверждён международным соглашением в XVII веке, появились на протяжении XVIII века новые референтные линии, которые часто были связаны с важными обсерваториями (Гринвич, Париж), чтобы привязать земную сеть координат к астрономическими наблюдениям.
Более точные геодезические измерения производились в XIX веке. Основные точки отмечали большими камнями или каменными столбами с металлической плитой сверху, в которой нарезана метка. Сверху установили теодолит для измерения.
С использованием спутников в геодезии с 1970-х годов эти каменные метки потеряли своё геодезическое значение и теперь имеют в основном историческое или туристическое значение.

## Список памятных знаков меридианов

### Нулевой меридиан
В Гринвиче на нулевом меридиане нет памятного столба. Meridian Line (линия меридиана) помечена как щель, которая проходит по Flamsteed House, где раньше находилась Гринвичская обсерватория (сегодня там находится National Maritime Museum). Кроме этого существует старая каменная плита. Сегодняшний нулевой меридиан по системе WGS84 находится примерно в 100 м от старой обсерватории (51°28′40″ с. ш. 0°00′06″ з. д.).

### Парижский меридиан
Парижский меридиан на 2° 20' 14" — старый референцный меридиан, который был заменен гринвичским. Его использовали с 1718 по 1884 год. Меридиан помечен в зале меридиана Salle méridienne в Парижской обсерватории и несколькими монументами. Средняя ось Люксембургского сада, Люксембургского дворца и Лувра ориентированы по парижскому меридиану.

### 6° в. д.
- Кишпельт, коммуна на севере Люксембурга
В Кишпельте находится единственное пересечение меридиана с параллелью (50° N — 6° E) в Люксембурге. В этой точке установлена метка Kiischpelter Sonnenkreis (Кишпельтский солнечный круг).[3]

### 10° в. д.
- Гамбург на мосту им. Кеннеди
- В немецком районе Майн-Шпессарт близ города Арнштайн находится единственная точка пересечение главного меридиана с такой же линией широты (50° N — 10° E) Германии. В 1990 там был поставлен памятный знак.[4]

### 15° в. д.
Для центральной Европы 15° в. д. является референцным меридианом, где среднее солнечное время соответствует центральноевропейскому времени.
- Дания:
  - Борнхольм, `Knudepunt` на юге острова, плита из гранита отмечает пересечение 55° N — 15° E
- Германия:
  - Гёрлиц, вблизи городского зала в 1961 году был возведён памятник[5]
- Австрия:
  - Гмюнд, 1960[6] — традиционная австрийская «точка опоры» для геодетов. Коммуна находится почти у меридиана

### Пулковский меридиан
Пулковский меридиан (30° 19′ 34″ к востоку от Гринвича) c 1840-х годов и до начала XX века использовался в качестве нулевого меридиана для отсчёта географических долгот на картах Российской империи.

### 180°
180-й меридиан только в нескольких местах проходит по суше.
- На острове Тавеуни (Фиджи) он помечен памятным знаком. На одной стороне памятника — «сегодня», на другой — «вчера».
- На Чукотке есть несколько памятных знаков. Среди них Памятник «180 меридиан»  на северо-восточном побережье Чукотки, в 23-х километрах западнее Мыса Шмидта и Знак пересечения 180 меридиана и Северного полярного круга  в 46 км к северо-западу от поселка Эгвекинот[7]

## Список памятных знаков параллелей

### 45° с. ш.
- В 2009 году в Краснодаре установлен памятный знак «Географическая параллель 45 градусов северной широты». Знак установлен на центральной аллее парка «Солнечный остров» по предложению Краснодарского регионального отделения Русского географического общества при содействии департамента архитектуры и градостроительства муниципального образования город Краснодар. Автор проекта — почётный член Русского географического общества Владимир Петрович Литвиненко.[8] [9]
- Одна из улиц Ставрополя проходит почти точно по 45-й параллели, улица так и называется — 45-я параллель.

### 49° с. ш.
Существенная часть границы США и Канады проведена по 49-й параллели.

### 60° с. ш.
Севернее Осло стоит обелиск, на котором перечислены города, расположенные вблизи 60-й параллели (в том числе Санкт-Петербург).